# The House at the End of Time
The House at the End of Time (Originaltitel: La casa del fin de los tiempos) ist ein venezolanischer Horrorfilm von Alejandro Hidalgo aus dem Jahr 2013. Die Hauptrolle ist mit Ruddy Rodríguez als Dulce besetzt.

## Handlung
Dulce wacht auf dem Boden in dem Hausflur ihres Hauses liegend auf. Sie blutet im Gesicht und hat eine große Spiegelscherbe in der Hand, welche sie zur Verteidigung mitnimmt. Auf der Suche nach ihrem Sohn findet sie ihren Mann Juan José blutend auf dem Boden liegend: Er ist tot. Kurz darauf sieht sie ihren Sohn Leopoldo im Flur stehen und bittet ihn, zu ihr zu kommen. Als er sich in Bewegung setzt, wird er plötzlich von etwas nach unten in den Keller gezogen. Die Polizei nimmt Dulce fest, da sie beschuldigt wird, ihren Ehemann umgebracht zu haben.
30 Jahre später wird Dulce auf Bewährung freigelassen und von zwei Polizisten in ihr altes Haus begleitet. Dort sucht ein Priester sie auf, da er von ihrer Unschuld überzeugt ist. Sie gehen gemeinsam in den Keller. Dulce berichtet ihm, dass sie ihren Sohn nicht umgebracht hat, sondern er seit dem Vorfall vermisst wird.
In einer Rückblende, 30 Jahre zuvor, treffen sich die Brüder Leopoldo und Rodrigo mit anderen Kindern zum Spielen. Dabei kommt es zu einem Streit zwischen den beiden. Sie kehren gegen den Willen ihrer Mutter erst wieder spät abends nach Hause zurück. Sie werden von ihr ausgeschimpft und ohne Abendessen auf ihre Zimmer geschickt. Leopoldo möchte, obwohl er der ältere der beiden Söhne ist, ungerne alleine schlafen, weshalb ihm seine Mutter einen Mondstein schenkt. Dieser soll ihn beschützen. Dulce begibt sich zu Bett und führt ein Gespräch mit ihrem Mann: Dieser findet nicht genügend Arbeit, um ausreichend Geld für seine Familie zu verdienen, weshalb Dulce ihre Kinder wieder mit leerem Magen ins Bett schicken musste. Juan José verlässt daraufhin das Haus und Dulce sperrt sich im Zimmer ein.
Während Dulce über das Gespräch nachdenkt, versucht jemand das Zimmer zu betreten. Die Tür ist mit einer Kette versperrt, weshalb es der Unbekannten gelingt, die Tür nur einen Spalt weit zu öffnen und mit ihrem Arm nach Dulce zu langen, welche daraufhin die auf der Kommode liegende Schere ergreift und die Unbekannte vertreibt. Kurz darauf ertönt ein Schrei von Rodrigo. Leopoldo, der währenddessen im Flur stand, verschwindet durch eine Tür, durch welche zuvor die Unbekannte gegangen ist.
Auf dem Weg zu Leopoldos Zimmer bewaffnet sich Dulce mit einem großen Küchenmesser, da sie den Ersatzschlüssel nicht bei den anderen Schlüsseln finden kann. Als sie ihn dort in normalem Zustand antrifft, schlussfolgert sie, dass Rodrigo geschrien hat und stürmt aus dem Zimmer. Als sie Rodrigo in seinem Zimmer findet, sagt er, er hätte geschrien, weil Leopoldo ihn erschreckt habe.
Am nächsten Tag verständigt Dulce die Polizei, da eine unbekannte Person in ihr Haus eingedrungen ist. Bei der Befragung durch den Inspektor ist Leopoldo ziemlich still und scheint mehr zu wissen als er zugibt. Nachdem die Polizei das Haus verlassen hat, spricht Dulce ihren Sohn darauf an. Dieser erzählt ihr, dass die unbekannte alte Frau ihm verboten habe, mit Rodrigo zu spielen und er ihr einen Zettel überreichen soll, was er dann auch tut. Auf diesem Zettel steht, wie man später erfährt, dass Juan José ihren Sohn töten wird.
In der Gegenwart sucht der Priester ein Archiv auf, um sich über die Geschichte des alten Hauses zu informieren. Dabei erfährt er, dass alle Bewohner auf mysteriöse Weise aus dem Haus verschwunden sind. In der Zwischenzeit sieht Dulce in ihrem Haus einen unbekannten alten Mann und entdeckt einen beschriebenen Spiegel mit dem Schriftzug „11 11 11 11 11 11“. Der Priester kehrt zu Dulce zurück und erzählt ihr von seinen Nachforschungen über das Haus, sie berichtet ihm im Gegenzug von dem unbekannten alten Mann, den sie im Haus gesehen hat.
In der Vergangenheit führt Dulce ein Gespräch mit ihrem Mann und plant, sich von ihm zu trennen, welcher davon gar nicht begeistert ist und ihr droht. Sie sucht eine Wahrsagerin auf, welche die Geister aus dem Haus austreiben soll. Rodrigo trifft sich währenddessen mit Saraí und schenkt ihr einen Mondstein, der sie beschützen soll. Daraufhin sind die beiden zusammen. Entgegen der Warnung der alten Frau spielt Leopoldo mit Rodrigo und den anderen Kindern Baseball. Da er eifersüchtig auf seinen Bruder ist, da dieser nun mit Saraí geht, schlägt er den Baseball mit voller Kraft gegen Rodrigos Kopf, was zu Rodrigos Tod führt. Kurz darauf wird er beerdigt.
In der Gegenwart kann der Priester die Botschaft „11 11 11 11 11 11“ im Spiegel deuten: Es handelt sich um den 11. November 2011 um 11:11:11 Uhr. Er informiert Dulce.
Zu dieser Zeit gehen sowohl in der Gegenwart als auch in der Vergangenheit die Lichter im Haus aus. Es stellt sich heraus, dass die alte unbekannte Frau die Dulce aus der Gegenwart ist und durch die Zeit gereist ist. Auch Leopoldo ist durch die Zeit gereist. Der „Vergangenheits“-Leopoldo befindet sich in seinem eigenen Zimmer, wo er, wie zu Beginn des Filmes gezeigt, von seiner Mutter einen Mondstein bekommt. Der „Gegenwarts“-Leopoldo befindet sich im Zimmer seines Bruders, wo er entgegen seiner Erwartungen auf seinen Bruder trifft, den er für tot gehalten hatte.
Juan José will Leopoldo töten, da dieser nicht sein leiblicher Sohn ist. Auf der Flucht gelingt es ihm durch ein Zusammenspiel der „Vergangenheits“- und „Gegenwarts“-Dulce seinem Vater zu entkommen. Dabei wird Juan José von der alten Dulce erstochen. Die junge Dulce sucht nach Leopoldo und als sie ihn findet, wird er von der älteren Dulce in den Keller gezogen. Die alte Dulce nimmt Leopoldo mit in ihre Zeit, da sie erfahren hat, dass Leopoldo an einer Krankheit leiden wird, für die es in der 80er-Jahren noch keine Heilungsmethode gab. Dulce ist jedoch mittlerweile in ihrem Haus eingesperrt und schafft es nicht mehr, sich um ihren kleinen Sohn zu kümmern, weshalb sie ihn in die Obhut des Priesters übergibt. Dieser plant Leopoldo mit in das Waisenhaus zu nehmen, jedoch treffen sie auf der Straße auf die mittlerweile erwachsene Saraí, welche ihn zu sich nehmen will.

## Produktion

### Drehort
Die Aufnahmen fanden in Caracas statt.

## Rezeption

### Kritiken
Der Film erhielt überwiegend positive Kritiken und erhielt bei IMDb eine durchschnittliche Bewertung von 6,7 der möglichen 10 Punkte. Das Lexikon des internationalen Films urteilt: „Mit geringen Mitteln gedreht, besticht das Mystery-Regiedebüt aus Venezuela durch die schlichte Schönheit seiner fantastischen Fabel. - Sehenswert.“

### Auszeichnungen und Nominierungen
Brussels International Festival of Fantasy Film (BIFFF) 2015:
- Auszeichnung

Fantasporto 2014:
- Nominierung in der Kategorie „Bester Film“

Palm Beach International Film Festival 2016:
- Auszeichnung in der Kategorie „Bester Horrorfilm“

Screamfest 2014:
- Auszeichnung in der Kategorie „Best Picture“
- Auszeichnung in der Kategorie „Best Director“ Alejandro Hidalgo

Fangoria Chainsaw Awards 2015:
- Nominierung in der Kategorie „Bester fremdsprachiger Film“

Morbido Fest 2014:
- Auszeichnung

FilmQuest 2015:
- Auszeichnung in der Kategorie „Best Feature Film“
- Auszeichnung in der Kategorie „Audience Award“

Montevideo Fantástico 2015:
- Auszeichnung in der Kategorie „Bester Film“
- Auszeichnung in der Kategorie „Best Director“ für Alejandro Hidalgo
- Auszeichnung in der Kategorie „Beste Schauspielerin“ für Ruddy Rodríguez
- Auszeichnung in der Kategorie „Bester Schauspieler“ für Rosmel Bustamante

Buenos Aires Rojo Sangre 2014:
- Auszeichnung in der Kategorie „Bester Film“
- Auszeichnung in der Kategorie „Beste Schauspielerin“ für Ruddy Rodríguez

FrightFest 2014:
- Nominierung in der Kategorie „Bester Film“

Festival del Cine Venezolano 2013:
- Auszeichnung in der Kategorie „Audience Award“
- Auszeichnung in der Kategorie „Best Cinematography“ für Cezary Jaworski
- Auszeichnung in der Kategorie „Best Sound“ für Jacinto González und Oscar Bentolila
- Auszeichnung in der Kategorie „Best Young Actor“ für Rosmel Bustamante, Héctor Mercado und Yucemar Morales

Festival De Cine Entre Largos Y Cortos Oriente – ELCO 2014:
- Auszeichnung in der Kategorie „Best Sound“ für Jacinto González und Oscar Bentolila